# Trichomanes dactylites
Trichomanes dactylites är en hinnbräkenväxtart som beskrevs av Sod. Trichomanes dactylites ingår i släktet Trichomanes och familjen Hymenophyllaceae. Inga underarter finns listade.